# Чухаевка
Чухаевка (чув. Чухаевка) — поселок в Шенталинском районе Самарской области в составе сельского поселения Канаш.

## География
Находится на расстоянии примерно 8 километров по прямой на северо-запад от районного центра станции Шентала.

## История
Основан чувашами в начале  XX века как выселки.

## Население
Постоянное население составляло 78 человек (чуваши 46%, русские 32%) в 2002 году, 71 человек в 2010 году.